# Emilio Rodríguez Zapico
Emilio Rodríguez Zapico (Lleó, 27 de maig del 1944 - Huete, 6 d'agost de 1996) va ser un pilot automobilístic que va arribar a participar en la Fórmula 1.
A la F1 va participar en un Gran Premi (el Gran Premi d'Espanya de 1976) amb l'escuderia Wiliams, però no va poder classificar-se per la cursa. El monoplaça Williams FW04 que feia servir era de l'any anterior i va ser usat posteriorment per Brian McGuire.
Va tornar a la competició com a pilot de curses de turismes al llarg dels anys 80 fins a la seva retirada.
Zapico va morir en un accident aeri, pilotant el seu ultralleuger, a Huete, Espanya el 6 d'agost del 1996.

## A la F1
| Any  | Equip             | Motor    | 1   | 2   | 3     | 4       | 5   | 6   | 7   | 8   | 9   | 10  | 11  | 12  | 13  | 14  | 15  | 16  | WDC | Punts |
| ---- | ----------------- | -------- | --- | --- | ----- | ------- | --- | --- | --- | --- | --- | --- | --- | --- | --- | --- | --- | --- | --- | ----- |
| 1976 | Mapfre - Williams | Cosworth | BRA | SUD | O.USA | ESP NVQ | BEL | MON | SUE | FRA | GBR | ALE | AUT | HOL | ITA | CAN | USA | JPN | -   | 0     |

### Resum
| Curses: | Victòries: | Pòdiums: | Poles: | Voltes ràpides: | Punts: |
| ------- | ---------- | -------- | ------ | --------------- | ------ |
| 1       | 0          | 0        | 0      | 0               | 0      |